# Децикевич Володимир
Володимир Децикевич (нар. 29 грудня 1865, Львів — 14 квітня 1949, м. Гданськ, Польща) — український громадсько-політичний та освітній діяч, урядник. Дійсний член НТШ. За фахом правник.

## Життєпис

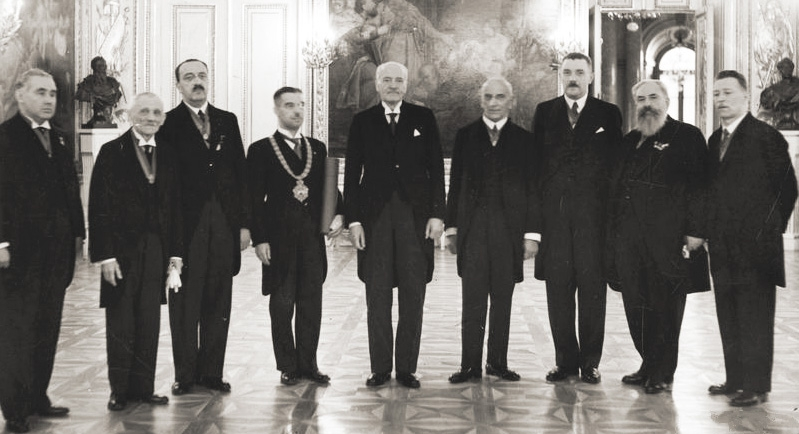
Делегація Львова на аудієнції у президента Польщі 13.09.1936 р.
У центрі зліва направо: Станіслав Островський (з ланцюгом бургомістра), Ігнацій Мосцицький, Володимир Децикевич

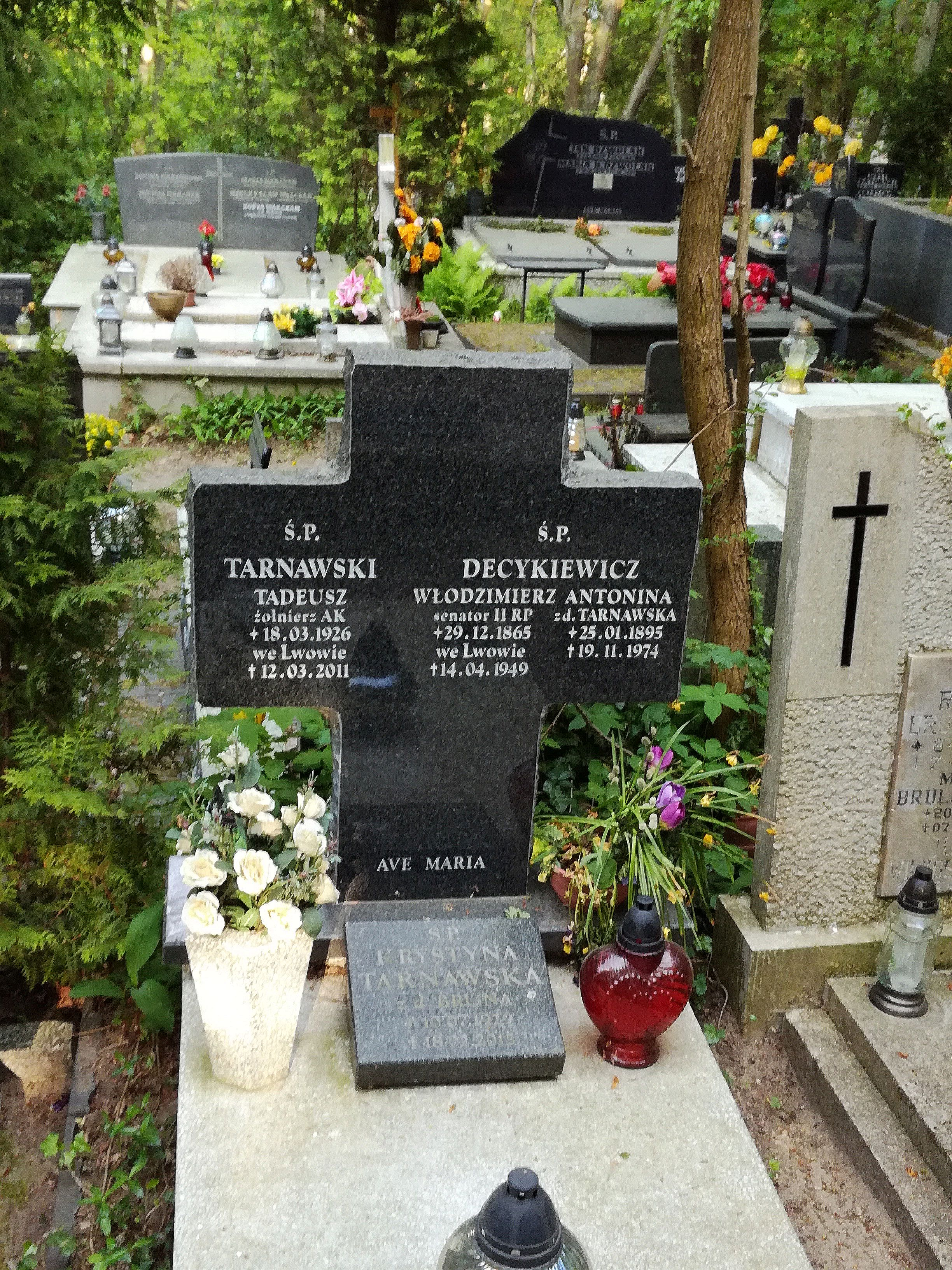
Могила Володимира Децикевича та його родичів на католицькому цвинтарі у Сопоті

Народився 29 грудня 1865 року у Львові.
У 1906—1916 роках — очільник Галицького департаменту МВС Австро-Угорщини (Відень). У 1916—1918 роках — віце-президент намісництва у Львові (його шеф — намісник Карл фон Гуйн).
1 листопада 1918 року після полудня намісник передав усю владу Володимирові Децикевичу, який, у свою чергу — на основі цісарського маніфесту від 16 жовтня 1918 року — Українській Національній Раді ЗУНР.
Протягом 1920—1928 років — член галицького «Самоврядного виділу». У 1921—1925 роках — голова Кураторії українських високих шкіл у Львові, професор адміністративного права Українського таємного університету. Голова Товариства прихильників освіти (1927—1932).
У 1928—1938 роках — сенатор сейму Польщі від УНДО.
Від 1930 року — голова кураторії Українського національного музею (нині — імені митрополита Андрея Шептицького) у Львові.
Перший голова Українського католицького союзу (з 1931).
Під час московсько-більшовицької окупації 1939—1941 років уникнув репресій НКВС.
Під час гітлерівсько-німецької окупації — заступник голови Тимчасової управи Львова. У 1943 році разом з дружиною виїхав до рідні (місто Новий Торг). У 1945 році переїхав до Сопота, де писав мемуари.